# Pidonia quadrata
Pidonia quadrata is een keversoort uit de familie boktorren (Cerambycidae). De wetenschappelijke naam van de soort is voor het eerst geldig gepubliceerd in 1931 door Hopping.